# Dunkeswell
Dunkeswell es una localidad situada en el condado de Devon, en Inglaterra (Reino Unido), con una población estimada a mediados de 2016 de 1444 habitantes.
Se encuentra ubicada en el centro de la península del Suroeste, cerca de la ciudad de Exeter y de la orilla del canal de la Mancha (océano Atlántico).

## Abadía de Dunkeswell
La abadía está a 2 millas (3,2 km) al norte del pueblo. Fue fundada en 1201 por William Briwere como un monasterio cisterciense y una rama de la abadía de Forde. El fundador concedió mucha propiedad dentro de Devon a la abadía. Alrededor de dos años antes de su muerte en 1226, ingresó en la comunidad y fue enterrado frente al altar mayor de la iglesia de la abadía.
Tras la Disolución de los Monasterios, la abadía fue cerrada en 1539 y otorgada a John Russell, 1er Barón Russell (1485-1555), luego 1er Conde de Bedford, y fue en su mayoría demolida rápidamente, aunque una sección permaneció en uso doméstico hasta el siglo XIX. En 1842, se construyó una iglesia parroquial sobre parte del sitio. Algunos fragmentos sobrevivientes de la abadía incluyen el muro parcial del extremo del rango del bodeguero y partes de una portería. Algunos fragmentos tallados sobreviven dentro de la Iglesia de la Santísima Trinidad, que se construyó aquí en 1842 en estilo inglés temprano.